# 클라이언트 리스트
《클라이언트 리스트》(영어: The Client List)는 2010년 공개된 미국의 드라마 텔레비전 영화이다. 2010년 7월 19일 라이프타임에서 처음 방영되었다. 2004년 텍사스주 오데사에서 벌어졌던 매춘 스캔들을 허구적으로 극화하였다.

## 줄거리
세 자녀를 둔 샘과 렉스 부부는 둘 다 무직 상태가 되어 집을 압류당할 위기에 처한다. 궁지에 몰린 샘은 고민 끝에 안마 시술소를 가장한 매춘업소에서 일을 시작한다. 미인인 샘은 고객들 사이에서 빠르게 인기를 얻고, 가족과 친구들에게는 실상을 감추고 계속 일을 한다. 결국 체포된 샘은 깊게 상처를 받은 렉스와 별거에 들어가고, 낮은 형량을 받기 위해 수사에 협조하며 고객 명단(client list)을 제출한다.

## 출연진
- 제니퍼 러브 휴잇 - 서맨사 “샘” 호턴 역
- 테디 시어스 - 렉스 호턴 역
- 소니아 베넷 - 디 역
- 린다 보이드 - 재키 역
- 체일라 호스돌 - 도린 역
- 헤더 더크슨 - 태니아 역
- 케이시 롤 - 에마 역
- 캔디스 매클루어 - 로라 역
- 시빌 셰퍼드 - 캐시 역
- 마크 애치슨

## 기타 제작진
- 배역: 론 디그먼, 밸러리 머살러스
- 미술: 필 슈밋